# محمد جال خان أوغلي
محمد جال خان أوغلي (بالعثمانية: محمد چال خان أوغلي) لاعب كرة قدم تركي ألماني يلعب في مركز خط وسط.

## الحياة الشخصية
هو الشقيق الأصغر لزميله لاعب كرة القدم خاقان جال خان أوغلي، وابن عم كريم جال خان أوغلي.